# Pavol Jablonický
Pavol Jablonický (* 24. ledna 1963, Borský Mikuláš, Slovensko) je slovenský profesionální kulturista federace IFBB, slovenského původu a československý reprezentant. Je také bývalý státní trenér České republiky v kulturistice.

## Historie soutěží
| Rok  | Název soutěže                  | Váhová kategorie | Umístění     | Poznámka                                                                               |
| ---- | ------------------------------ | ---------------- | ------------ | -------------------------------------------------------------------------------------- |
| 1987 | Mistrovství Československa     | do 90 kg         | 1.           |                                                                                        |
| 1987 | European Amateur Championships | do 90 kg         | 1.           |                                                                                        |
| 1987 | World Amateur Championships    | do 90 kg         | 1.           | po návratu do vlasti obdržel cenu zasloužilého mistra sportu a řád za vynikající práci |
| 1988 | World Amateur Championships    | nad 90 kg        | 1.           | po návratu do vlasti člen předsednictva Českého svazu tělesné výchovy                  |
| 1989 | Grand Prix Holandsko           | nad 90 kg        | 12.          |                                                                                        |
| 1989 | Mr. Olympia                    | -                | 16.          |                                                                                        |
| 1990 | Grand Prix Německo             | ?                | 5.           |                                                                                        |
| 1990 | Grand Prix Holandsko           | -                | 3.           |                                                                                        |
| 1990 | Ironman Pro Invitational       | ?                | 9.           |                                                                                        |
| 1991 | Mr. Olympia                    | -                | Neumístil se |                                                                                        |
| 1992 | Night of Champions             | ?                | 9.           |                                                                                        |
| 1993 | Grand Prix Německo (2)         | ?                | 7.           |                                                                                        |
| 1993 | Grand Prix Německo             | ?                | 5.           |                                                                                        |
| 1993 | Night of Champions             | ?                | 9.           |                                                                                        |
| 1994 | Arnold Classic                 | ?                | 12.          |                                                                                        |
| 1994 | Grand Prix Německo (2)         | ?                | 11.          |                                                                                        |
| 1995 | Grand Prix Ukrajina            | ?                | 9.           |                                                                                        |
| 1995 | Niagara Falls Pro Invitational | ?                | 2.           |                                                                                        |
| 1995 | Mr. Olympia                    | -                | 16.          |                                                                                        |
| 1996 | Night of Champions             | ?                | 8.           |                                                                                        |
| 1997 | Night of Champions             | ?                | 5.           |                                                                                        |
| 1998 | Night of Champions             | ?                | 14.          |                                                                                        |
| 1999 | Night of Champions             | ?                | 2.           |                                                                                        |
| 1999 | Mr. Olympia                    | OPEN             | 14.          |                                                                                        |
| 1999 | Toronto Pro Invitational       | ?                | 1.           |                                                                                        |
| 2000 | Night of Champions             | ?                | 6.           |                                                                                        |
| 2001 | Night of Champions             | ?                | 4.           |                                                                                        |
| 2001 | Mr. Olympia                    | OPEN             | 19.          |                                                                                        |
| 2003 | Grand Prix Maďarsko            | ?                | 1.           |                                                                                        |
| 2003 | Night of Champions             | ?                | 2.           |                                                                                        |
| 2004 | Hungarian Pro Invitational     | ?                | 1.           |                                                                                        |
| 2004 | Night of Champions             | ?                | 5.           |                                                                                        |
| 2004 | Mr. Olympia                    | OPEN             | 11.          |                                                                                        |
| 2004 | Toronto Pro Invitational       | ?                | 4.           |                                                                                        |
| 2005 | Europa Supershow               | ?                | 7.           |                                                                                        |
| 2006 | Masters Pro World              | ?                | 3.           |                                                                                        |
| 2006 | New York Pro Championships     | ?                | 10.          |                                                                                        |

## V kultuře
Pavol Jablonický je na titulní stránce časopisu Svět kulturistiky (12/04, 4/05), foto speciál v čísle 1/05 a na titulní stránce česko-slovenského vydání Muscle & Fitness (2/05). Propůjčuje své jméno firmě ATP-Nutrition, výměnou za finanční sponzoring.